# Поема о Вожду
Поема о Вожду је књига књижевнице Гордане Кукић и ликовног умјетника Горана Горског. Урађена је у облику пјесничко-ликовне приче о Вожду Карађорђу и српском народу кроз Први српски устанак. Објавило ју је Друштво за издавачку дјелатност „Извориште“ из Приједора 2013. године.
Ауторка је о својим мотивима рекла: „Ова Књига је вјечни споменик српском народу и српском Вођи, опомена нашем памћењу на то ко смо и од кога потичемо. И путоказ да бисмо знали куда идемо.“
Рецензент књиге је био угледни крајишки књижевник Ђуро Дамјановић и тај приказ је био последњи што је за живота написао.